# Panchala chola
Panchala chola är en fjärilsart som beskrevs av Moore 1884. Panchala chola ingår i släktet Panchala och familjen juvelvingar. Inga underarter finns listade i Catalogue of Life.